# Миракко, Луиджи
Луиджи Миракко (итал. Luigi Miracco, р.7 января 1988) — итальянский фехтовальщик-саблист, чемпион Европы, чемпион Европейских игр, чемпион Италии 2013 года.

## Биография
Родился в 1988 году в Риме. В 2014 году стал чемпионом Европы. В 2015 году завоевал золотую и бронзовую медали Европейских игр.